# São Paulo Challenger de Tênis 2016
El torneo São Paulo Challenger de Tênis 2016 fue un torneo profesional de tenis. Pertenece al ATP Challenger Series 2016. Se disputó su 6.ª edición sobre superficie tierra batida, en São Paulo, Brasil entre el 18 al el 24 de abril de 2016.

## Jugadores participantes del cuadro de individuales
| Favorito | País                   | Jugador             | Rank1 | Posición en el torneo |
| -------- | ---------------------- | ------------------- | ----- | --------------------- |
| 1        | Bandera de Brasil      | André Ghem          | 165   | Primera ronda         |
| 2        | Bandera de Brasil      | João Souza          | 187   | Segunda ronda         |
| 3        | Bandera de Brasil      | Guilherme Clezar    | 194   | Primera ronda, retiro |
| 4        | Bandera de Brasil      | Thiago Monteiro     | 200   | Semifinales           |
| 5        | Bandera de Chile       | Gonzalo Lama        | 216   | CAMPEÓN               |
| 6        | Bandera de El Salvador | Marcelo Arévalo     | 222   | Cuartos de final      |
| 7        | Bandera de Suecia      | Christian Lindell   | 239   | Semifinales           |
| 8        | Bandera de Argentina   | Maximiliano Estévez | 273   | Segunda ronda, retiro |

- 1 Se ha tomado en cuenta el ranking del 18 de abril de 2016.

### Otros participantes
Los siguientes jugadores recibieron una invitación (wild card), por lo tanto ingresan directamente al cuadro principal (WC):
- Gabriel Decamps
- Rafael Camilo
- Wilson Leite
- Felipe Alves

Los siguientes jugadores ingresan al cuadro principal tras disputar el cuadro clasificatorio (Q):
- João Pedro Sorgi
- Ricardo Hocevar
- André Miele
- Alexandre Tsuchiya

## Campeones

### Individual Masculino
- Gonzalo Lama derrotó en la final a  Ernesto Escobedo, 6–2, 6–2

### Dobles Masculino
- Fabrício Neis /  Caio Zampieri derrotaron en la final a  José Pereira /  Alexandre Tsuchiya, 6–4, 7–6(3)